# The Hooters
Pour l’article homonyme, voir Hooters.

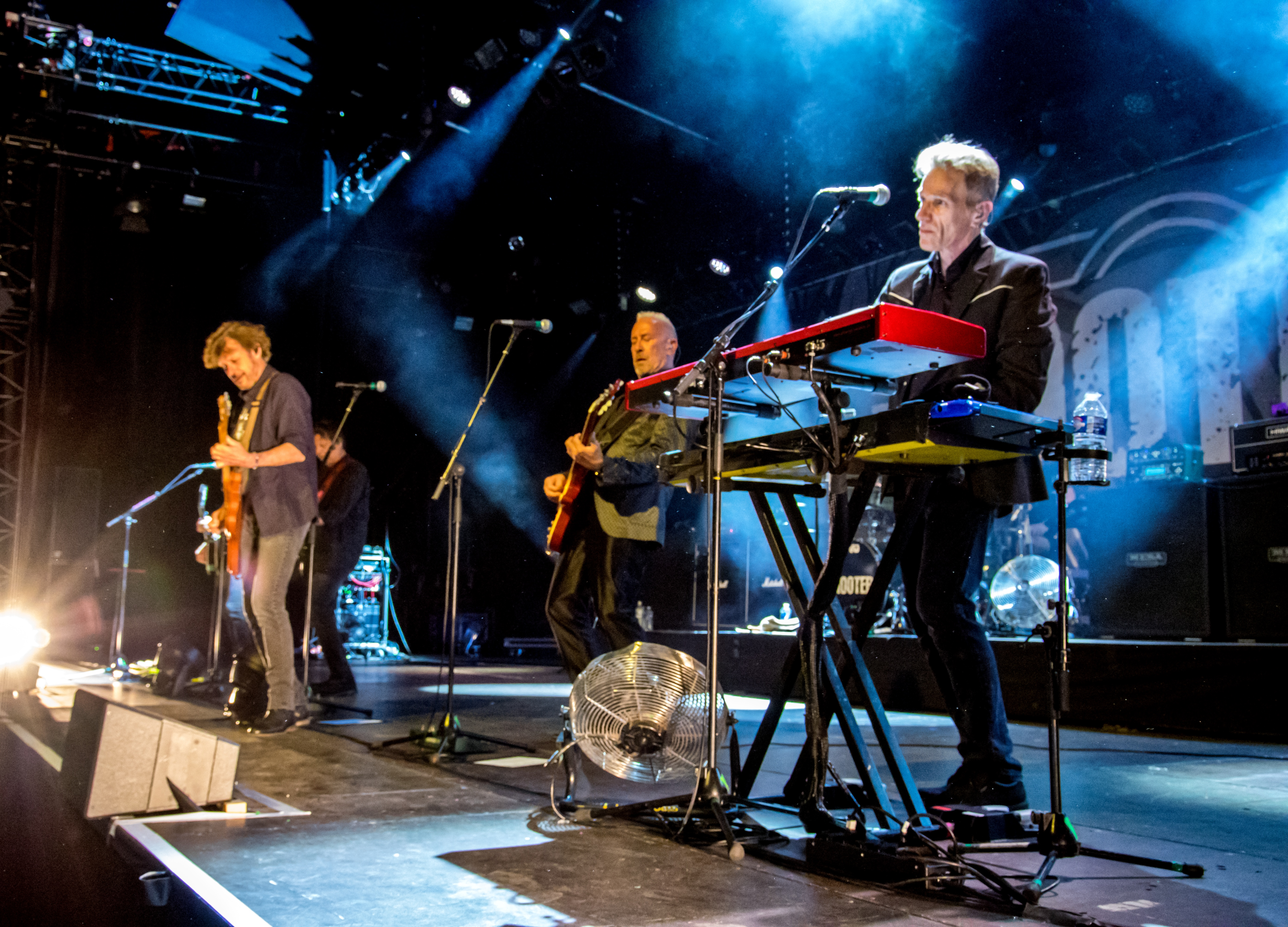
The Hooters, Zelt-Musik-Festival en 2018 à Fribourg-en-Brisgau, Allemagne

The Hooters est un groupe de rock américain formé à Philadelphie en 1980. Séparé en 1995, il s'est reformé en 2001.
Le groupe se fait connaître mondialement avec sa musique mélangeant rock 'n' roll, ska et reggae et des titres comme All You Zombies, And we Danced, Day by Day ou Johnny B. dans les années 1980. Il participe aux concerts événements Live Aid à Philadelphie le 13 juillet 1985 et The Wall Live in Berlin de Roger Waters, le 21 juillet 1990.
Eric Bazilian et Rob Hyman, les deux chanteurs du groupe, composent aussi pour d'autres artistes. Notamment pour Cyndi Lauper avec le tube Time After Time que Rob Hyman a co-écrit avec la chanteuse. Eric Bazilian est l'auteur du titre One of Us pour Joan Osborne, gros succès en 1996.

## Composition du groupe

### Formation actuelle
- Eric Bazilian (1980–1995, depuis 2001): chant, guitares, mandoline, harmonica, saxophone
- Rob Hyman (1980–1995, depuis 2001): chant, claviers, accordéon, melodica
- David Uosikkinen (1980–1995, depuis 2001): batterie, percussions
- John Lilley (1983–1995, depuis 2001): guitare, mandoline, dobro, claviers, chœurs
- Fran Smith Jr. (1987–1995, depuis 2001): basse, chœurs
- Tommy Williams (depuis 2010): guitare, mandoline, chœurs

### Anciens membres
- Bobby Woods (1980–1982) (décédé): basse
- John Kuzma (1980–1982) (décédé): guitare, chœurs
- Rob Miller (1983–1984): basse, chœurs
- Andy King (1984–1987): basse, chœurs
- Mindy Jostyn (1991–1993) (décédé): violon, guitare, harmonica, chœurs

## Discographie

### Albums studio
- 1983 - Amore
- 1985 - Nervous Night
- 1987 - One Way Home
- 1989 - Zig Zag
- 1993 - Out of Body
- 2007 - Time Stand Still
- 2010 - Five by Five (EP)

### Albums live
- 1994 - The Hooters Live
- 2008 - Both Sides Live

### Participation
- 1990 : The Wall Live in Berlin de Roger Waters